# Petersberg (Saale-Holzland-Kreis)

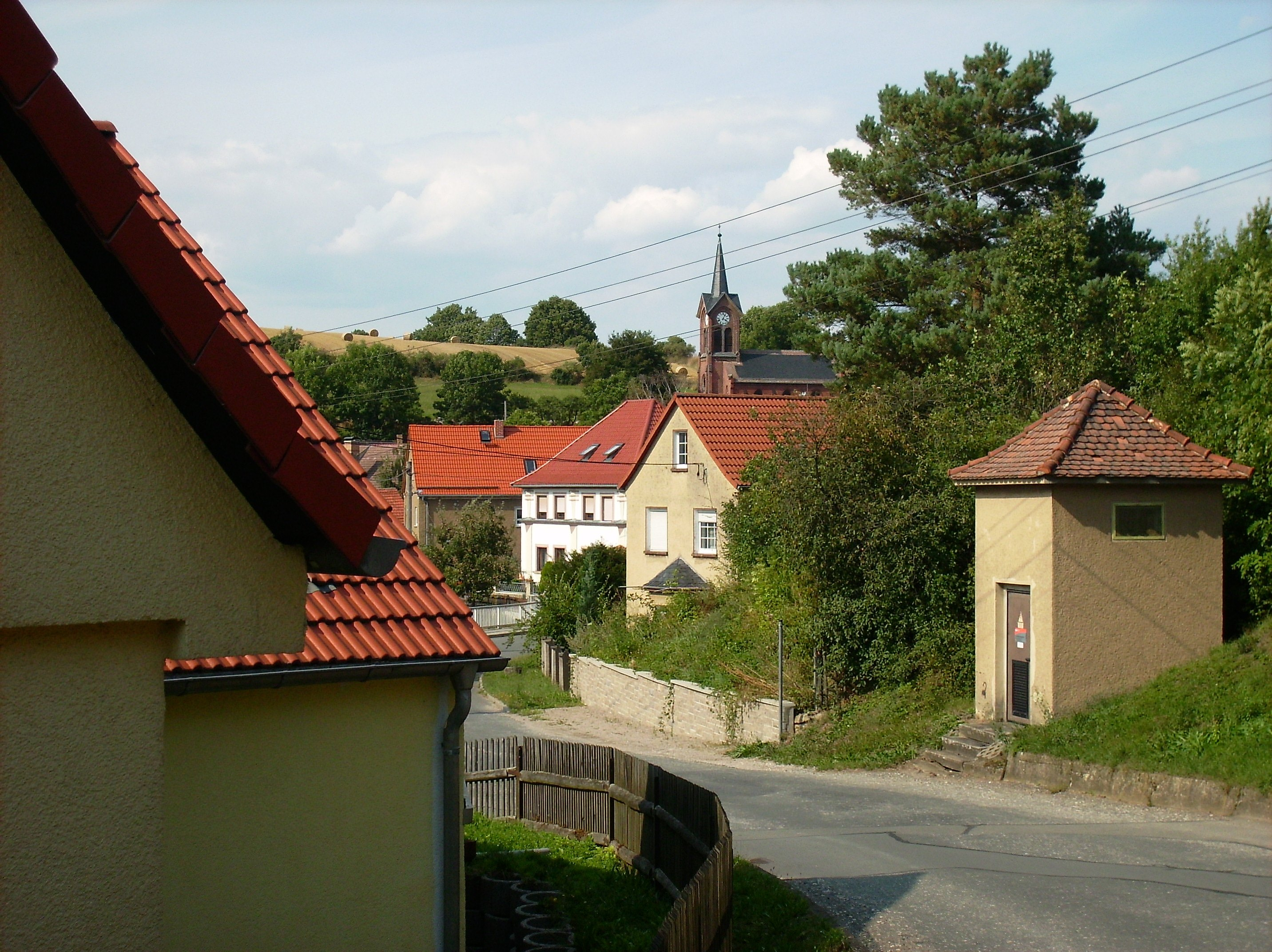
Blick auf Petersberg

Petersberg ist eine Gemeinde im Saale-Holzland-Kreis. Erfüllende Gemeinde ist die Kreisstadt Eisenberg. Zur Gemeinde gehören die Ortsteile Petersberg, Aubitz und Kischlitz.

## Lage
Petersberg liegt im Tal der Wethau, die am Ostrand des Tautenburger Forstes und eine Quelle neben dem Gasthaus zu den drei Ziegenböcken entspringt. Verkehrsmäßig wird das Dorf von der Kreisstraße 138 erfasst, die Anschluss an die Bundesstraße 7 und an die Landesstraße 201 besitzt. Unmittelbar nach dem Wachhügel führt die Bundesautobahn 9 östlich mit Anschluss bei Eisenberg vorüber.

## Geschichte
Das Dorf Petersberg im Tal der Wethau verdankt seine Gründung dem Zisterzienserinnenkloster Petersberg in der Mitte des 13. Jahrhunderts. Schon 1148 soll das Kloster bestanden haben. Das Dorf wurde am 8. September 1259 erstmals urkundlich erwähnt. Es gehörte zum wettinischen Kreisamt Eisenberg, welches aufgrund mehrerer Teilungen im Lauf seines Bestehens unter der Hoheit verschiedener Ernestinischer Herzogtümer stand. 1826 kam der Ort mit dem Südteil des Kreisamts Eisenberg und der Stadt Eisenberg vom Herzogtum Sachsen-Gotha-Altenburg zum Herzogtum Sachsen-Altenburg. Ab 1920 gehörte er zum Freistaat Thüringen.
Aubitz wurde zu Jahresbeginn 1976 und Kischlitz zu Jahresbeginn 1974 eingemeindet.

## Sehenswürdigkeiten
- Die heutige Kirche St. Peter und Paul (Lage→) ist die zweite an dieser Stelle, die dritte in der Geschichte des Ortes. 1893 wurde die alte Kirche nicht saniert und dafür die neue Kirche im neogotischen Stil aus Backsteinen gebaut.[3]
- Auf den südlich exponierten Hochrandlagen des Höhenzuges nördlich der B7 auf den Flurstücken „Rosenhain“  und „Beuche“ fand man viele Feuersteingeräte und Abschläge aus der Mittelsteinzeit. Jetzt findet man kaum noch Spuren, da die Bearbeitung durch die Bauern intensiviert wurde. Im östlichen  Teil dieser Grundstücke befand sich 1219 das wüste Dorf „Pichene“.[4]